# Andrzej Urbański (muzealnik)
Andrzej Urbański (ur. 27 grudnia 1957 w Sławniowicach) – polski archeolog, kustosz i muzealnik. W latach 1990–2020 dyrektor Muzeum Zamojskiego w Zamościu.

## Życiorys
Urodził się w Sławniowicach na Opolszczyźnie, zaś dorastał w Bełżcu na Roztoczu. Absolwent I Liceum Ogólnokształcącego im. Bartosza Głowackiego w Tomaszowie Lubelskim. W 1981 ukończył studia z archeologii na Uniwersytecie Marii Curie-Skłodowskiej w Lublinie, ukończył także podyplomowe studia z muzealnictwa na Uniwersytecie Jagiellońskim. Całe swoje życie zawodowe związał z Muzeum Zamojskim w Zamościu. Po ukończeniu studiów rozpoczął pracę na stanowisku asystenta-stażysty następnie przeszedł przez kolejne szczeble zawodowe m.in. adiunkta i kustosza. W 1990 objął stanowisko dyrektora tegoż muzeum. Jako dyrektor wypromował w Polsce i regionie swoją instytucję. Przeprowadził też wiele prac wykopaliskowych na terenie Zamojszczyzny wzbogacając tym samym muzealne zbiory. Zgromadził on także największą w Polsce kolekcję kultury ludu Gotów. Za jego dyrekcji dokonano także otwarcia Muzeum Fortyfikacji i Broni Arsenał które to jest oddziałem Muzeum Zamojskiego w Zamościu. W 2020 zakończył pracę na stanowisku dyrektora (nie ubiegał się o kolejną kadencję). Obecnie pracuje na stanowisku wicedyrektora Muzeum Zamojskiego w Zamościu.
Jest przewodnikiem po Zamościu, członkiem PTTK i ICOM. Od 2015 zasiada w Radzie do Spraw Muzeów i Miejsc Pamięci Narodowej.

## Publikacje
- Bełżec przez dzieje, współautor (Bełżec, 2008), ISBN 978-83-927433-0-9.

## Odznaczenia
- Odznaka honorowa „Zasłużony dla Kultury Polskiej” (2016)[5]